# Sebastián Tagliabúe
Sebastián Lucas Tagliabúe (en árabe: سباستيان تيغالي; Olivos, Buenos Aires, Argentina; 22 de febrero de 1985) es un exfutbolista argentino de nacionalidad emiratí; Fue internacional con la selección de los Emiratos Árabes Unidos.
En la actualidad es el décimo goleador argentino en la historia con (339 goles), y el segundo en actividad siendo superado solo por Lionel Messi (758). Además, es el segundo goleador histórico de la Liga Árabe del Golfo con 170 goles siendo superado solo por su compañero de selección, Ali Mabjout quien convirtió en 173 oportunidades.

## Goles picos
Sebastián anotó su centésimo gol como futbolista profesional el 10 de noviembre de 2012 jugando para el Al-Shabab al minuto 65 del empate a dos goles con el Al-Ittihad.
Sebastián anotó su ducentésimo gol como futbolista profesional el 2 de noviembre de 2016 jugando en la victoria por 7 a 1 de su equipo Al-Wahda contra Al-Sharjah, cabe destacar que ese día Sebastián anotó cinco goles.
Sebastián anotó su tricentésimo gol como futbolista profesional el 2 de mayo de 2019 marcando doblete en la victoria por 3 a 1 de su equipo Al-Wahda ante el Al-Jazira.

## Trayectoria

### Inicios
Con una edad muy corta ya demostraba condiciones para llegar al fútbol profesional integrando las categorías menores de varios clubes de los denominados grandes en Argentina, luego por motivo los personales decide retirarse de las canchas durante dos años.

### Colegiales
Debutó profesionalmente con C. A. Colegiales de Munro en su primera temporada como profesional disputó catorce partidos anotando un gol, luego del descenso de Colegiales a la cuarta división se mantuvo como un jugador destacado disputando ciento nueve partidos en los que convirtió treinta y seis goles.
En la temporada 2005-06 comenzó a demostrar su garra goleadora anotando siete goles: tres a San Martín, dos a San Miguel y un gol tanto a Excursionistas como a Club Luján.
Para la temporada 2007-08 se proclama como el máximo goleador del campeonato anotando veinte goles y recibiendo ofertas de varios clubes en especial del fútbol internacional.
En total con el club marcó 37 goles en 123 partidos.

### Chile
En su debut con Everton de Viña del Mar, marcó tres goles en un empate a cinco con Deportes La Serena, ganándose inmediatamente el cariño de la hinchada ruletera. Después firmaría justamente por el cuadro de La Serena, para defenderlo durante la temporada 2009. Ese mismo año deja Chile, pues recibe una buena oferta de Once Caldas, club de la Categoría Primera A colombiana que participó en la Copa Libertadores 2010.

### Once Caldas
Llegó al club por pedido de la dupla técnica Juan Carlos Osorio y Luis Pompilio Páez. Sebastián no tuvo mucha trascendencia ya que disputaba la posición con goleadores totalmente consolidados como Dayro Moreno, Danny Santoya y Fernando Uribe. En el club tan solo juega ocho partidos: cinco del Torneo Apertura, uno de la Copa Libertadores y dos de la Copa Colombia, en esta última anotó sus únicos dos goles en territorio cafetero.

### Oriente Medio
Luego de su paso sin pena ni gloria en el Once Caldas de Colombia, Sebastián ficha con Al-Ettifaq de Arabia Saudí a mediados de 2010. Luego de un año y medio, allí culmina su contrato con un total de 62 partidos jugados donde convirtió treinta y seis goles, un promedio altísimo de un gol cada dos partidos. Para mediados de 2012 decide seguir en Arabia Saudí. Esta vez ficha con Al-Shabab por un año, y, aunque bajó su promedio de gol, fue el goleador del torneo con diecinueve goles.
Para 2013 decide partir de Arabia Saudí, pero continúa en Oriente Medio fichando por ocho temporadas con Al-Wahda de Abu Dabi, donde ha deslumbrado con sus goles con dobletes y tripletes en varios partidos seguidos. A su llegada alcanzó a tener un promedio de más goles que partidos jugados, habiendo anotado más de doscientos goles con el club.
Para la temporada 2020-21 ficha con el Al-Nasr.

## Selección nacional
Durante la pandemia de COVID-19 recibe su nacionalidad emiratí y es llamado del entrenador colombiano Jorge Luis Pinto para jugar con la selección de fútbol de Emiratos Árabes Unidos.
El día 12 de octubre de 2020 disputa su primer encuentro, enfrentando a Uzbekistán, en donde además convierte un gol.

## Clubes
| Club               | País                   | Año         | Promedio Goleador |
| ------------------ | ---------------------- | ----------- | ----------------- |
| Colegiales         | Argentina              | 2003-2008   | 0.30              |
| Everton            | Chile                  | 2008        | 0.46              |
| Deportes La Serena | Chile                  | 2009        | 0.44              |
| Once Caldas        | Colombia               | 2010        | 0.25              |
| Al-Ettifaq         | Arabia Saudita         | 2010-2012   | 0.58              |
| Al-Shabab          | Arabia Saudita         | 2012-2013   | 0.61              |
| Al-Wahda           | Emiratos Árabes Unidos | 2013-2020   | 0.87              |
| Al-Nasr            | Emiratos Árabes Unidos | 2020-2022   | 0.44              |
| Al-Wahda           | Emiratos Árabes Unidos | 2022 - 2023 | 0.43              |
| Sarja              | Emiratos Árabes Unidos | 2023 - 2024 | 0.27              |

## Estadísticas
Estadísticas hasta su último partido jugado el 14 de mayo de 2024.
| Club                              | Div.                | Temporada           | Liga  | Liga  | Copa Nacional | Copa Nacional | Copa Internacional | Copa Internacional | Total | Total |
| Club                              | Div.                | Temporada           | Part. | Goles | Part.         | Goles         | Part.              | Goles              | Part. | Goles |
| --------------------------------- | ------------------- | ------------------- | ----- | ----- | ------------- | ------------- | ------------------ | ------------------ | ----- | ----- |
| Colegiales Argentina              | 3ª                  | 2003/04             | 14    | 1     | —             | —             | —                  | —                  | 14    | 1     |
| Colegiales Argentina              | 4ª                  | 2004/05             | 109   | 2     | —             | —             | —                  | —                  | 109   | 2     |
| Colegiales Argentina              | 4ª                  | 2005/06             | 109   | 7     | —             | —             | —                  | —                  | 109   | 7     |
| Colegiales Argentina              | 4ª                  | 2006/07             | 109   | 7     | —             | —             | —                  | —                  | 109   | 7     |
| Colegiales Argentina              | 4ª                  | 2007/08             | 109   | 20    | —             | —             | —                  | —                  | 109   | 20    |
| Colegiales Argentina              | Total club          | Total club          | 123   | 37    | 0             | 0             | 0                  | 0                  | 123   | 37    |
| Everton · Chile                   | 1ª                  | 2008                | 11    | 5     | 1             | 1             | —                  | —                  | 12    | 6     |
| Everton · Chile                   | Total club          | Total club          | 11    | 5     | 1             | 1             | 0                  | 0                  | 12    | 6     |
| Deportes La Serena · Chile        | 1ª                  | 2009                | 27    | 13    | 1             | 0             | —                  | —                  | 28    | 13    |
| Deportes La Serena · Chile        | Total club          | Total club          | 27    | 13    | 1             | 0             | 0                  | 0                  | 28    | 13    |
| Once Caldas · Colombia            | 1ª                  | 2010                | 5     | 0     | 2             | 2             | 1                  | 0                  | 8     | 2     |
| Once Caldas · Colombia            | Total club          | Total club          | 5     | 0     | 2             | 2             | 1                  | 0                  | 8     | 2     |
| Al-Ettifaq Arabia Saudita         | 1ª                  | 2010/11             | 23    | 12    | 5             | 3             | —                  | —                  | 28    | 15    |
| Al-Ettifaq Arabia Saudita         | 1ª                  | 2011/12             | 21    | 9     | 6             | 4             | 7                  | 8                  | 34    | 21    |
| Al-Ettifaq Arabia Saudita         | Total club          | Total club          | 44    | 21    | 11            | 7             | 7                  | 8                  | 62    | 36    |
| Al-Shabab Arabia Saudita          | 1ª                  | 2012/13             | 25    | 19    | 5             | 0             | 8                  | 4                  | 38    | 23    |
| Al-Shabab Arabia Saudita          | Total club          | Total club          | 25    | 19    | 5             | 0             | 8                  | 4                  | 38    | 23    |
| Al-Wahda · Emiratos Árabes Unidos | 1ª                  | 2013/14             | 25    | 28    | 6             | 2             | —                  | —                  | 31    | 30    |
| Al-Wahda · Emiratos Árabes Unidos | 1ª                  | 2014/15             | 22    | 15    | 6             | 4             | 1                  | 0                  | 29    | 19    |
| Al-Wahda · Emiratos Árabes Unidos | 1ª                  | 2015/16             | 24    | 25    | 8             | 8             | —                  | —                  | 32    | 33    |
| Al-Wahda · Emiratos Árabes Unidos | 1ª                  | 2016/17             | 20    | 19    | 10            | 7             | 7                  | 5                  | 37    | 31    |
| Al-Wahda · Emiratos Árabes Unidos | 1ª                  | 2017/18             | 21    | 23    | 14            | 16            | 5                  | 2                  | 40    | 41    |
| Al-Wahda · Emiratos Árabes Unidos | 1ª                  | 2018/19             | 26    | 27    | 9             | 5             | 6                  | 2                  | 41    | 34    |
| Al-Wahda · Emiratos Árabes Unidos | 1ª                  | 2019/20             | 19    | 15    | 6             | 1             | 3                  | 1                  | 28    | 17    |
| Al-Wahda · Emiratos Árabes Unidos | 1ª                  | 2022/23             | 20    | 6     | 3             | 4             | -                  | -                  | 23    | 10    |
| Al-Wahda · Emiratos Árabes Unidos | Total club          | Total club          | 167   | 158   | 63            | 47            | 22                 | 10                 | 252   | 215   |
| Al-Nasr · Emiratos Árabes Unidos  | 1ª                  | 2020-21             | 25    | 11    | 6             | 2             | —                  | —                  | 31    | 13    |
| Al-Nasr · Emiratos Árabes Unidos  | 1ª                  | 2021-22             | 20    | 10    | 4             | 1             | —                  | —                  | 24    | 11    |
| Al-Nasr · Emiratos Árabes Unidos  | Total club          | Total club          | 45    | 21    | 10            | 3             | 0                  | 0                  | 55    | 24    |
| Sarja · Emiratos Árabes Unidos    | 1ª                  | 2023-24             | 18    | 5     | 2             | 1             | 6                  | 0                  | 26    | 7     |
| Sarja · Emiratos Árabes Unidos    | Total               | Total               | 18    | 5     | 2             | 1             | 6                  | 0                  | 26    | 7     |
| Total en su carrera               | Total en su carrera | Total en su carrera | 447   | 270   | 93            | 510           | 38                 | 22                 | 578   | 352   |

### Selección
| Selección | Temporada     | Amistosos | Amistosos | Amistosos | Asia1 | Asia1 | Asia1  | Mundial | Mundial | Mundial | Total | Total | Total  | Media goleadora |
| Selección | Temporada     | Part.     | Goles     | Asist.    | Part. | Goles | Asist. | Part.   | Goles   | Asist.  | Part. | Goles | Asist. | Media goleadora |
| --- | ------------- | --------- | --------- | --------- | ----- | ----- | ------ | ------- | ------- | ------- | ----- | ----- | ------ | --------------- |
| Mayores · Emiratos Árabes Unidos                                                                                        | 2020          | 2         | 1         | 0         | —     | —     | —      | —       | —       | —       | 2     | 1     | 0      | 0.50            |
| Mayores · Emiratos Árabes Unidos                                                                                        | 2021          | 2         | 1         | 0         | 8     | 1     | 0      | —       | —       | —       | 10    | 2     | 0      | 0.20            |
| Mayores · Emiratos Árabes Unidos                                                                                        | 2022          | 2         | 1         | 0         | 2     | 0     | 0      | —       | —       | —       | 4     | 1     | 0      | 0.25            |
| Mayores · Emiratos Árabes Unidos                                                                                        | 2023          | —         | —         | —         | 3     | 1     | 0      | —       | —       | —       | 3     | 1     | 0      |                 |
| Mayores · Emiratos Árabes Unidos                                                                                        | Total         | 6         | 3         | 0         | 13    | 2     | 0      | 0       | 0       | 0       | 19    | 5     | 0      | 0.26            |
| Total carrera | Total carrera | 6         | 3         | 0         | 13    | 2     | 0      | 0       | 0       | 0       | 19    | 5     | 0      | 0.26            |
| (1) Incluye los partidos de: Copa Árabe de la FIFA (2021), Eliminatorias Mundialistas (2021-22), Copa del Golfo (2023). |               |           |           |           |       |       |        |         |         |         |       |       |        |                 |

## Palmarés

### Distinciones individuales
| Distinción                                                        | Año     |
| ----------------------------------------------------------------- | ------- |
| Máximo goleador de la Cuarta División Argentina (20 goles)        | 2007-08 |
| Máximo goleador de la Liga de Arabia Saudita (19 goles)           | 2012-13 |
| Máximo goleador de Liga de Emiratos Árabes (25 goles)             | 2015-16 |
| Segundo goleador histórico de la Liga Árabe del Golfo (179 goles) | 2019    |